# Spondylokostale Dysostose
Die Spondylokostale Dysostose (SCD) ist eine sehr seltene angeborene Erkrankung und umfasst Segmentationsstörungen der Wirbelsäule und der Rippen mit unterschiedlich ausgeprägter Einengung des Brustkorbes.
Synonyme sind: Spondylothorakale Dysostose; Kostovertebrale Dysostose; Lavy-Palmer-Merritt-Syndrom; Jarcho-Levin-Syndrom; Spondylokostale Dysplasie
Die Erstbeschreibung erfolgte 1938 durch S. Jarcho, P. M. Levin.
Eine weitere Beschreibung erfolgte 1966 durch N. W. Lavy, C. G. Palmer und A. D. Merritt. und im Jahre 1969 durch J. E. Moseley.

## Unterteilung

### Nach Schweregrad
Entscheidend für den Verlauf, die Prognose und die Notwendigkeit einer Behandlung ist das Ausmaß der Verkürzung der Brustwirbelsäule und Einengung des Rippenthoraxes.
Daraus kann nachstehende Unterscheidung abgeleitet werden:
- spondylokostale Dysostose (SCD) oder Jarcho-Levin-Syndrom mit geringer bis mäßiger Ateminsuffizienz ohne Beschränkung auf bestimmte Ethnien  und Veränderungen am  DLL3-Gen
- spondylothorakale Dysostose (STD) oder Lavy-Moseley-Syndrom mit ausgeprägterer Ateminsuffizienz, weitgehende Beschränkung auf Puerto Rikaner und Veränderungen am  MESP2-Gen

### Nach Gendefekt
Nach den zugrunde liegenden genetischen Veränderungen erfolgt eine Unterteilung in folgende Typen:
- SCD 1: Synonyme sind: Jarcho-Levin-Syndrom; spondylothorakale Dysplasie; kostovertebrale Dysplasie, spondylothorakale Dysostose. Die Vererbung erfolgt autosomal-rezessiv, es finden sich Mutationen im DLL3-Gen auf Chromosom 19 im Genort q13.2[7][8]
- SCD 2: autosomal rezessiv, Mutationen im MESP2-Gen auf Chromosom 15 an q26.1.[9]
- SCD 3: autosomal rezessiv, Mutationen im LFNG-Gen auf Chromosom 7 an p22.3.[10]
- SCD 4: autosomal rezessiv, Mutationen im HES7-Gen  auf Chromosom 17 an p13.1.[11]
- SCD 5: Die Vererbung erfolgt autosomal-dominant, Mutationen im GDF6-Gen auf Chromosom 8 an 8q22.1.[12] Diese Form ist sehr selten. Im Vordergrund stehen Segmentierungsdefekte der Wirbel mit häufig verminderter Zahl der Rippen.[13]

## Weitere Formen
Spondylokostale Dysostosen können zusammen mit weiteren Fehlbildungen auftreten:
- spondylokostale Dysostose mit Anal- und Urogenitalfehlbildungen, Synonyme: Casamassima-Mortin-Nance-Syndrom; CMN nach einer Beschreibung durch A. C. Casamassima und Mitarbeiter im Jahre 1981 7246601[14][15]

Dieses Syndrom ist gekennzeichnet durch gemeinsames Auftreten von spondylo-kostaler Dysostose und Anal- und Urogenitalfehlbildungen (Analatresie, Agenesie des äußeren und inneren Genitales). Bisher wurden nur 4 Fälle beschrieben. Es wurde autosomal-rezessive Vererbung vermutet.
- spondylokostale Dysostose mit Hypospadie und Intelligenzdefekten

Hierbei könnte es sich um eine Sonderform des SCD 1 handeln.

## Klinische Erscheinungen
Kriterien sind:
- Komplexe Segmentationsstörung  mit Wirbelsäulenverkürzung und Rippendefekten mit dysproportioniertem Minderwuchs
- Prominente Stirn, langes Philtrum, dünne Lippen, ausladendes Hinterhaupt

Hinzu können Fingerfehlbildungen wie  Syndaktylie, Kamptodaktylie oder Bauchwanddefekte treten.
Durch den geringen Platz ist die Lunge in ihrer Funktion eingeschränkt, was zu Atemnot und wiederholten Atemwegsinfekten führen kann.

## Diagnose
Die Diagnose ergibt sich aufgrund der klinischen Veränderungen und wird durch Sonografie und Röntgenuntersuchungen bestätigt.
Eine Diagnose im Mutterleib ist mittels Fehlbildungs-Ultraschall möglich.

## Therapie
Eine neuere Behandlungsmöglichkeit ist durch die vertical expandable prosthetic titanium Ribs (VEPTR) nach Campbell entstanden, bei welcher der Rippenthorax operativ gedehnt werden kann.

## Prognose
Das Ausmaß einer Ateminsuffizienz und damit verbundene Komplikationen limitieren die Lebensaussichten, so dass etwa die Hälfte der betroffenen Kinder früh versterben.